# 湿生猪屎豆
湿生猪屎豆（学名：Crotalaria uliginosa）为豆科猪屎豆属下的一个种。

## 扩展阅读
- 維基物種上的相關：湿生猪屎豆